# 타티야나 피로바
타티야나 파블로브나 피로바(러시아어: Татья́на Па́вловна Фи́рова, 1982년 10월 10일 ~ )는 러시아의 육상 선수이다.

## 생애
어린 시절부터 육상 선수로 활동했으며, 마리나 모치카예바가 첫번째 코치를 맡았다. 이후 메탈루르크 빅사에 입단하면서 알렉산드르 아브라모프와 세르게이 포포프의 지도를 받았다. 2004년 아테네에서 열린 올림픽 1600m 계주에서 은메달을 획득했다.
2005년 헬싱키에서 열린 세계 육상 선수권 대회 1600m 계주에서 금메달을 획득했다.